# Saison 3 de Gotham
Chronologie
Saison 2 Saison 4
Cet article présente les 22 épisodes de la troisième saison de la série télévisée américaine Gotham.

## Généralités
- Au Canada, cette saison a été diffusée en simultanée sur le réseau CTV.
- Aux États-Unis, cette saison a été diffusée du 19 septembre 2016[2] au 5 juin 2017 sur le réseau FOX.
- En France, cette saison a été diffusée sur WarnerTv en Janvier 2018.
- En France, cette saison sera diffusée dès le 30 janvier 2019 à 23H30  sur TF1.

## Synopsis
Six mois se sont écoulés depuis la libération des aliénés d'Indian Hill sous le commandement de Fish Mooney. La police est sur les dents et la population a peur. Bruce est décidé à faire la lumière sur les incidents qui ont amené Wayne Enterprises à financer les projets fous d'Hugo Strange, et veut arrêter la corruption et les affaires frauduleuses dont l'entreprise est victime mais la cour des hiboux, puissante société secrète, n'est pas près de renoncer à son emprise sur Gotham. Jim n'est désormais plus avec la femme qu'il aime et est plus motivé que jamais pour débarrasser la ville de la criminalité qui a pris un autre visage : celui des aliénés. Toujours aidé de son partenaire Harvey Bullock, il doit désormais compter avec le nouveau maire de la ville : le Pingouin.

## Distribution

### Acteurs principaux
- Ben McKenzie (VF : Bruno Choël) : l'inspecteur James Gordon
- Donal Logue (VF : Jean-François Aupied) : l'inspecteur Harvey Bullock
- David Mazouz (VF : Henri Bungert) : Bruce Wayne et Sujet 514A
- Morena Baccarin (VF : Laurence Bréheret) : Dr Leslie Thompkins
- Sean Pertwee (VF : Julien Kramer) : Alfred Pennyworth
- Robin Lord Taylor (VF : Stéphane Marais) : Oswald Cobblepot / Le Pingouin
- Erin Richards (VF : Claire Guyot) : Barbara Kean
- Camren Bicondova (VF : Adeline Chetail) : Selina Kyle
- Cory Michael Smith (VF : Cyrille Thouvenin) : Edward Nygma / L'Homme Mystère
- Jessica Lucas (VF : Marie-Eugénie Maréchal) : Tabitha Galavan (en)
- Chris Chalk (VF : Namakan Koné) : Lucius Fox
- Drew Powell (VF : Jean-Luc Atlan) : Butch Gilzean / Cyrus Gold
- Maggie Geha (VF : Camille Donda) : Ivy « Pamela » Pepper[3] (épisodes 1 et 2, 5, 9 et 10, 15 à 18, 20, 22)
- Michael Chiklis (VF : Patrick Messe) : le capitaine Nathaniel Barnes / L'Exécuteur[4] (épisodes 1 à 9, 12, 18 et 19)
- Benedict Samuel (en) (VF : Anatole de Bodinat) : Dr Jervis Tetch / Le Chapelier fou[5] (épisodes 3 à 8, 11, 18 et 19, 21 et 22)

### Acteurs récurrents et invités
- Jada Pinkett Smith (VF : Maïk Darah) : Fish Mooney[6] (épisodes 1, 2, 20, 21)
- Jamie Chung (VF : Céline Mauge) : Valérie Vale[7] (épisodes 1 à 3, 5 à 7)
- Richard Kind (VF : Gabriel Le Doze) : le maire Aubrey James (épisodes 1, 3, 17)
- Tonya Pinkins (VF : Vanina Pradier) : Ethel Peabody (épisode 1)
- Clare Foley (VF : Maryne Bertieaux) : Ivy Pepper enfant (épisode 1)
- Victor Pagan : Marv (épisodes 1 et 2)
- Bianca Rutigliano : Nancy (épisodes 1 et 2)
- Michael Lorz : Sid (épisodes 1 et 2)
- Radu Spinghel : Homme à la peau écailleuse, sujet d'expérience d'Indian Hill et membre du gang de Fish Mooney (épisodes 1 et 2)
- Michael Montgomery : Monstre aux plaques osseuses, sujet d'expérience d'Indian Hill (épisode 1)
- Brandon Alan Smith (de) : Talon #1, principal agent et assassin de la Cour des hiboux (épisodes 1 et 2, 4, 10 et 11)
- J. W. Cortes (VF : Éric Peter) : Détective Alvarez (épisodes 2, 5, 8 et 9, 19, 21)
- B. D. Wong (VF : Xavier Fagnon) : Hugo Strange (épisodes 2, 18, 20 et 21)
- Leslie Hendrix (VF : Josiane Pinson) : Kathryn Monroe, membre de haut rang de la Cour des hiboux (épisodes 2, 4, 7, 10, 14 à 19)
- James Carpinello (VF : Philippe Valmont) : Mario Calvi[8] (épisodes 3, 6 à 8, 10 et 11, 19)
- John Doman (VF : Philippe Dumond) : Carmine Falcone (épisodes 3, 8, 10 à 12, 16)
- Naian Gonzalez Norvind (en) (VF : Alexia Papineschi) : Alice Tetch[9] (épisodes 3 et 4, 7)
- Adam Petchel : Dumfree Tweed (épisodes 4, 6 et 7)
- Happy Anderson : Deever Tweed (épisodes 4, 6 et 7)
- Anthony Carrigan (VF : Cédric Dumond) : Victor Zsasz (épisodes 5, 11 et 12)
- James Andrew O'Connor : Tommy Bones, homme de main d'Oswald Cobblepot (épisodes 5 et 13)
- Chelsea Spack (VF : Véronique Picciotto) : Isabella (épisodes 6 à 9)
- Alex Corrado (VF : Pierre Margot) : Gabe, garde du corps d'Oswald Cobblepot (épisodes 8, 11, 13 et 16)
- Costa Ronin (VF : Grégory Kristoforoff) : Luka Volk (épisodes 9 et 10)
- Julien Seredowych : Jacob Volk (épisodes 10 et 11)
- Ivana Miličević (VF : Isabelle Turschwell) : Maria Kyle, la mère de Selina[10] (épisodes 11 à 13)
- Cameron Monaghan (VF : Rémi Caillebot) : Jerome Valeska (Joker alternatif) (épisodes 12 à 14)
- David Dastmalchian : Dwight Pollard, ancien employé d'Indian Hill puis disciple de Jerome Valeska (épisodes 12 et 13)
- Kaipo Schwab : Gus, ancien travailleur à la poste puis homme de main de Dwight Pollard (épisodes 12 et 13)
- PJ Marshall (VF : Fabrice Lelyon) : Cole Clemons (épisodes 12 et 13)
- Brian McManamon : Basil (épisode 12)
- Paul Reubens (VF : Bernard Bollet) : Elijah Van Dahl, le père d'Oswald Cobblepot (épisode 12)
- James Remar (VF : Patrick Béthune) : Frank Gordon, oncle de Jim[11] (épisodes 14 à 16)
- Paul Pilcz : Sonny Gilzean (épisode 15)
- Raymond J. Barry (VF : Jean-Bernard Guillard) : Le Shaman[12], chef de la Cour des hiboux (épisodes 16, 18 à 20)
- Brette Taylor : Martha Wayne (épisode 16)
- Nathan Darrow (VF : Stéphane Miquel) : Victor Fries / Mister Freeze (épisodes 17, 21 et 22)
- Camila Perez : Bridgit Pike / Firefly (épisodes 17 et 18, 21)
- Alexander Siddig (VF : Maurice Decoster) : Ra's Al Ghul[13] (épisodes 21 et 22)

## Épisodes

### Première partie:Mad City(«Ville folle»)

#### Épisode 1:Paradis perdu
- États-Unis /  Canada : 19 septembre 2016 sur FOX[15] / CTV
- Québec : 29 août 2017 sur MusiquePlus[16]
- Belgique : 25 novembre 2017 sur La Deux
- France : 22 janvier 2018 sur Warner TV

- États-Unis : 3,90 millions de téléspectateurs[17] (première diffusion)
- Canada : 1,385 million de téléspectateurs[18] (première diffusion + différé 7 jours)

- Jada Pinkett Smith (Fish Mooney)
- Clare Foley (Ivy Pepper)
- Jamie Chung (Valérie Vale)
- Richard Kind (Maire Aubrey James)
- Tonya Pinkins (Ethel Peabody)
- Victor Pagan (Marv)
- Bianca Rutigliano (Nancy)
- Michael Lorz (Sid)
- Radu Spinghel (Homme à la peau écailleuse)
- Mike Cannon (Tweaker)
- Michael Montgomery (Monstre aux plaques osseuses)
- Brandon Alan Smith (Talon)

Alors que Jim va rendre visite à Lee avec un bouquet de fleurs, il l'aperçoit, par la fenêtre de son pavillon, plaisanter avec un homme et l'embrasser et repart déçu.
Six mois plus tard, la police a toujours le plus grand mal à arrêter tous les monstres d'Indian Hill qui sèment le chaos dans la ville. Alors que le capitaine Barnes et le maire Aubrey James tentent de rassurer la population lors d'une conférence de presse au commissariat de police, le Pingouin fait une intrusion remarquée en révélant que Fish Mooney dirige de groupe de monstres et qu'il offre une prime d'un million de dollars à qui rapportera la tête de la criminelle, morte ou vive. 
Barbara Kean et Tabitha Galavan sont désormais associées à parts égales dans un night club branché. Le Pingouin y fait une visite amicale avec Butch, toujours amoureux de Tabitha. Ce dernier envoie des hommes afin de faire passer un message : le club se trouve sur le territoire du Pingouin et les deux jeunes femmes doivent payer. Après avoir mis hors d'état de nuire les hommes de main, Barbara laisse en vie leur chef et fait venir le Pingouin, mais il n'est pas au courant de cette affaire. Il abat l'homme et pardonne à Butch son écart de conduite, sachant qu'il cherchait à récupérer la femme qu'il aime.
Pendant ce temps, la chasse à Fish Mooney continue. Grâce aux renseignements de Valerie Vale, une journaliste, James retrouve la trace d'Ethel Peabody, la complice de Hugo Strange, cachée par la police comme témoin protégé. Alors que les complices de Fish Mooney l'enlèvent, James parvient à menotter un des monstres, une sorte de mutant chauve-souris. Peabody meurt des mains d'un des complices de Fish, Marv, un mutant qui se régénère avec la jeunesse de ses victimes. L'amie de Selina, la petite Ivy Pepper, témoin des atrocités des monstres et qui voulait voir Selina après avoir croisé le double de Bruce Wayne, veut aller voir la police pour les prévenir mais Marv s'en prend à elle et l'attrape par la main. L'enfant à ce moment tombe dans un trou qui débouche sur les égouts de la ville. Elle disparaît dans l'eau sous les yeux de son amie.
- Première apparition du principal agent de la Cour des Hiboux : Talon.

#### Épisode 2:Terreur sur la ville
- États-Unis /  Canada : 26 septembre 2016 sur FOX / CTV
- Québec : 5 septembre 2017 sur MusiquePlus
- Belgique : 25 novembre 2017 sur La Deux
- France : 22 janvier 2018 sur Warner TV

- États-Unis : 3,54 millions de téléspectateurs[19] (première diffusion)
- Canada : 1,268 million de téléspectateurs[20] (première diffusion + différé 7 jours)

- Jada Pinkett Smith (Fish Mooney)
- J. W. Cortes (Détective Alvarez)
- B.D. Wong (Hugo Strange)
- Brandon Alan Smith (Talon)
- Leslie Hendrix (Kathryn)
- Victor Pagan (Marv)
- Bianca Rutigliano (Nancy)
- Michael Lorz (Sid)
- Radu Spinghel (Homme à la peau écailleuse)

Valerie Vale revient vers Gordon à la recherche de Selina qui a disparu depuis l'incident avec Ivy. Après une visite chez Barbara, ils localisent le repaire de Fish et des patients mutants d'Arkham. Bullock lance l’attaque mais les policiers sont impuissants contre les pouvoirs des mutants. Alors que Fish prend la fuite, le corps d'Ethel Peabody est retrouvé et Lucius Fox comprend que Fish recherche Strange pour la soigner. 
Bullock, capturé par Fish, est forcé de révéler la planque de Strange. Alors que la police encercle les lieux avec Fish, Bullock et Strange, Cobblepot arrive avec une foule en colère prête à prendre d'assaut le bâtiment. Gordon profite de la situation pour libérer Bullock et offrir Fish à Cobblepot. Fish fait réaliser à Cobblepot que sans elle, il ne serait jamais devenu le Pingouin, mafieux puissant et craint et il la laisse fuir. Vale est surprise et fascinée par le geste de Gordon et alors qu'ils s'embrassent, Leslie Thompkins revient à Gotham.
Bruce est amené à Kathryn, membre de la Cour des Hiboux qui accepte de le rencontrer afin de savoir ce que veut le jeune héritier. Ils négocient une trêve, Bruce arrêtant ses recherches et la Cour cessant ses activités contre Wayne Entreprises. À son retour au manoir, Alfred fait réaliser à Bruce que rien ne les empêchera de mentir. Bruce est prêt à tourner la page quand son double surgit.
- Changement d'actrice pour le personnage de Kathryn Monroe : Leslie Hendrix remplace Kit Flanagan, incarnant le personnage dans la saison 2.

#### Épisode 3:L'Hypnotiseur extraordinaire
- États-Unis /  Canada : 3 octobre 2016 sur FOX / CTV
- Québec : 12 septembre 2017 sur MusiquePlus
- Belgique : 2 décembre 2017 sur La Deux
- France : 29 janvier 2018 sur Warner TV

- États-Unis : 3,19 millions de téléspectateurs[21] (première diffusion)
- Canada : 1,326 million de téléspectateurs[22] (première diffusion + différé 7 jours)

- Naian Gonzalez Norvind (Alice Tetch)
- John Doman (Carmine Falcone)
- James Carpinello (Mario Calvi)
- Jamie Chung (Valérie Vale)
- Jay Russell (Charles Quimby)
- Richard Kind (Maire Aubrey James)

Après sa nuit avec Valerie Vale, Jim Gordon est approché par Jervis Tetch, maître hypnotiseur qui se produit dans le club de Barbara et Tamara. Il veut retrouver sa sœur, ancienne patiente de Strange évadée d'Indian Hill et disparue depuis. Jim parvient à la retrouver et découvre qu'elle fuit à cause de sa maladie, un sang empoisonné capable d'infecter quiconque entre en contact avec. Au cours de la traque, Jim est blessé et rencontre aux urgences Mario, le nouveau fiancé de Leslie Thompkins, revenue à Gotham et de retour au GCPD. Il ignore cependant que Mario est le fils de Carmine Falcone, et que le chef mafieux se méfie de la nouvelle petite amie de son fils. Quand Gordon vient prévenir Tetch, celui-ci l'hypnotise et s'amuse à le pousser au suicide avant d'être sauvé par Alice.
Alors que l’ancien maire Aubrey James veut reprendre son poste, Cobblepot fait une déclaration publique dénonçant la corruption de l’ancien élu et ses actes pendant le mandat de Theo Galavan et propose sa propre candidature. Cobblepot prend la campagne très au sérieux, décidé à battre James dans les règles officiellement, mais il s'arrange également pour faire libérer son ami Nygma d'Arkham.
- Première apparition du Dr Jervis Tetch, alias le Chapelier Fou. Ce personnage a été créé par Bob Kane et Bill Finger en 1948.

#### Épisode 4:Votez Cobblepot!
- États-Unis /  Canada : 10 octobre 2016 sur FOX / CTV
- Québec : 19 septembre 2017 sur MusiquePlus
- Belgique : 2 décembre 2017 sur La Deux
- France : 29 janvier 2018 sur Warner TV

- États-Unis : 3,42 millions de téléspectateurs[23] (première diffusion)
- Canada : 1,198 million de téléspectateurs[24] (première diffusion + différé 7 jours)

- Naian Gonzalez Norvind (Alice Tetch)
- Leslie Hendrix (Kathryn)
- Adam Petchel (Dumfree Tweed)
- Happy Anderson (Deever Tweed)
- Brandon Alan Smith (Talon)

Alice Tetch est amenée au GCPD mais Gordon sait que son frère Jervis va venir la chercher. Il réalise également qu'il est encore sous l'emprise de l’hypnotiseur. L'élection du nouveau maire de Gotham City se prépare et en coulisses, Butch et Nygma se disputent la place de second de Cobblepot. Le double de Bruce tente de se rapprocher de Selina.
Pendant ce temps, Jervis reprend un parc d'attractions improvisé et hypnotise un groupe de lutteurs connus sous le nom de Tweedle Brothers pour travailler pour lui. Gordon se retrouve toujours sous l'influence de Jervis quand il se suicide presque à l'écoute d'un son d'horloge. Jervis et les Tweedle Brothers entrent dans le GCPD et kidnappent Alice. Deux des Tweedle Brothers sont tués, un autre est capturé et Gordon est presque forcé de se suicider. Barnes le met sous surveillance, mais Bullock libère Gordon et ils traquent Jervis ensemble. Gordon réussit à sortir de son envoutement, mais Alice tente de s'échapper et est empalée par un tuyau. Un Jervis affligé par le chagrin s'échappe et, en enquêtant sur la scène du crime, Barnes est infecté par le sang qui coule d'Alice. 
Nygma apprend que Butch paye les officiels de campagne pour acheter l'élection et prend l'argent de chaque fonctionnaire de quartier, qui lui coûte presque sa vie jusqu'à ce que Cobblepot apprenne qu'il aurait gagné de toute façon puisqu'il est annoncé être le nouveau maire de Gotham. Réalisant qu'ils le veulent réellement en tant que maire, Cobblepot pardonne Nygma. 

#### Épisode 5:Raison et sentiments
- États-Unis /  Canada : 17 octobre 2016 sur FOX / CTV
- Québec : 26 septembre 2017 sur MusiquePlus
- Belgique : 9 décembre 2017 sur La Deux
- France : 5 février 2018 sur Warner TV

- États-Unis : 3,32 millions de téléspectateurs[25] (première diffusion)
- Canada : 1,102 million de téléspectateurs[26] (première diffusion + différé 7 jours)

- Jamie Chung (Valerie Vale)
- J. W. Cortes (Détective Alvarez)
- Anthony Carrigan (Victor Zsasz)
- Michael Stoyanov (Red Hood Leader)
- James Andrew O'Connor (Tommy Bones)
- Jeffrey Farber (Père McManus)

Le maire Cobblepot jouit de sa popularité et la criminalité commence à baisser dans Gotham, jusqu'à ce que le gang des Red Hood réapparaisse et ne provoque le Pingouin. C'est Butch qui agit dans l'ombre pour saper l'influence de Nygma sur le maire. Lors d'une fête en l'honneur du maire, Nygma manipule Butch en le présentant comme le cerveau derrière les Red Hoods, renforçant ainsi sa propre position en tant qu'allié et ami de confiance de Cobblepot. 
Pendant ce temps, Barnes demande à Thompkins les résultats des tests sur le sang d'Alice Tetch, sans révéler qu'il a été exposé à elle. Alors que Gordon essaie de clarifier sa relation avec Valerie Vale, Bruce Wayne lui demande de rechercher Ivy, pour Selina.

#### Épisode 6:Sauve qui peut...
- États-Unis /  Canada : 24 octobre 2016 sur FOX / CTV
- Québec : 3 octobre 2017 sur MusiquePlus
- Belgique : 9 décembre 2017 sur La Deux
- France : 5 février 2018 sur Warner TV

- États-Unis : 3,48 millions de téléspectateurs[27] (première diffusion)

- James Carpinello (Mario Calvi)
- Jamie Chung (Valerie Vale)
- Chelsea Spack (Isabella)
- Kieran Mulcare (Lapin Blanc)
- Adam Petchel (Dumfree Tweed)
- Happy Anderson (Deever Tweed)
- Rickie McDowell (Dave Walters)
- Liana Montoro (Amy Walters)
- Deborah Unger (Olga)

James Gordon est contraint de suivre les ordres de Tetch, le forçant à faire des choix impossibles pour sauver des innocents à travers la ville. Tetch envoie un homme de couleur blanche pour attirer Gordon à un téléphone sonnant. Tetch dit à Gordon qu'il doit choisir entre sauver un couple marié, ou sauver un garçon qui serait exécuté par un conducteur hypnotisé. Gordon choisit de sauver le garçon, et regarde avec horreur l'exécution du couple. Il reçoit plus tard un autre appel de Tetch, lui disant de se réunir à une nouvelle adresse, révélant qu'il a kidnappé Valerie et Lee. Après avoir parlé avec Mario, Gordon intervient à l'adresse, mais est obligé de s'asseoir à la table pour le thé. Tetch demande ensuite à Gordon qu'il devrait tuer Lee. Gordon refuse. Tetch tire donc à la place sur Valerie. Gordon et Lee réussissent à emmener Valerie à l'hôpital. 

#### Épisode 7:La Reine rouge
- États-Unis /  Canada : 31 octobre 2016 sur FOX / CTV
- Québec : 10 octobre 2017 sur MusiquePlus
- Belgique : 17 décembre 2017 sur La Deux
- France : 12 février 2018 sur Warner TV

- États-Unis : 3,16 millions de téléspectateurs[28] (première diffusion)
- Canada : 1,086 million de téléspectateurs[29] (première diffusion + différé 7 jours)

- Jamie Chung (Valerie Vale)
- Chelsea Spack (Isabella)
- James Carpinello (Mario Calvi)
- Leslie Hendrix (Kathryn)
- Naian Gonzalez Norvind (Alice Tetch)
- Michael Park (Peter Gordon)
- Adam Petchel (Dumfree Tweed)
- Happy Anderson (Deever Tweed)
- Julian Gavilanes (Craig Sullivan)
- Lawton Denis (Frankie)
- Juliana Pinho (Julie)

Gordon éprouve des hallucinations intenses causées par l'exposition à un hallucinogène puissant appelé la Reine Rouge quand il rencontre Jervis Tetch à l'hôpital général de Gotham où il allait rendre visite à Valerie Vale. Barnes perd le contrôle et attaque un suspect quand lui et Bullock le questionnent au cours d'une effraction.
Tetch a à peine fini de tourmenter Gordon et sa vie personnelle qu'il prévoit déjà son nouveau coup : empoisonner les invités d'un dîner réunissant les membres les plus importants des grandes familles de Gotham City avec un cocktail de psychotropes très dangereux et du sang d'Alice. Barnes et Bullock interviennent à temps et appréhendent Tetch.
Les hallucinations de Gordon l'amènent au GCPD, une vie où il est marié à Lee avec deux enfants et une rencontre avec son père. Mario découvre Gordon inconscient et l'amène à un traitement immédiat. Quand Gordon se réveille, Mario lui dit qu'il était proche de la mort et s'il avait été laissé plus longtemps, il serait mort. 
Après avoir déploré la fin de sa relation avec Vale, Gordon décide de rejoindre le GCPD après avoir accepté sa demande par Barnes.

#### Épisode 8:Rage sanglante
- États-Unis /  Canada : 7 novembre 2016 sur FOX / CTV
- Québec : 17 octobre 2017 sur MusiquePlus
- Belgique : 17 décembre 2017 sur La Deux
- France : 12 février 2018 sur Warner TV

- États-Unis : 3,519 millions de téléspectateurs[30] (première diffusion)
- Canada : 1,138 million de téléspectateurs[31] (première diffusion + différé 7 jours)

- J. W. Cortes (Détective Alvarez)
- James Carpinello (Mario Calvi)
- Chelsea Spack (Isabella)
- John Doman (Carmine Falcone)
- William Abadie (Dr  Maxwell Symon)
- Gerald Bunsen (Le Crapaud)
- Alex Corrado (Gabe)
- Peter Patrikios (Paulie Pennies)

Après que Gordon a rejoint le GCPD, Barnes rend visite à Jervis Tetch à l'asile d'Arkham, exigeant de savoir si le virus peut être guéri, mais Tetch révèle que c'est seulement une question de temps avant que certains effets secondaires prennent le dessus. Barnes commence à entendre des voix qui l'incitent à tuer des criminels au lieu de les arrêter. Quand il devient incapable de résister à ces envies, il en vient à massacrer les témoins d'une affaire sordide de trafic de cadavres tout en couvrant son implication à Gordon alors que Lee va bientôt célébrer ses fiançailles. 

#### Épisode 9:Juge et bourreau
- États-Unis /  Canada : 14 novembre 2016 sur FOX / CTV
- Québec : 24 octobre 2017 sur MusiquePlus
- Belgique : 30 décembre 2017 sur La Deux
- France : 19 février 2018 sur Warner TV

- États-Unis : 3,63 millions de téléspectateurs[32] (première diffusion)
- Canada : 1,182 million de téléspectateurs[33] (première diffusion + différé 7 jours)

- J. W. Cortes (Détective Alvarez)
- Chelsea Spack (Isabella)
- Jeremy Crutchley (Anton)
- Costa Ronin (Luka Volk)
- Flora Diaz (Campos)
- Wade Mylius (Sugar)

Barnes continue de tuer des criminels libérés en secret, et le nombre de corps rend Gordon et Bullock de plus en plus soupçonneux. Après une confrontation, Barnes est arrêté et incarcéré à l'asile d'Arkham. 
Après que le maire Cobblepot tue Isabella, Nygma apprend rapidement sa mort et ne parvient pas à faire son deuil. Il soupçonne Butch Gilzean de l'avoir tuée. Cobblepot lui promet de l'aider à infliger un châtiment.

#### Épisode 10:La Cour des hiboux
- États-Unis /  Canada : 21 novembre 2016 sur FOX / CTV
- Québec : 31 octobre 2017 sur MusiquePlus
- Belgique : 30 décembre 2017 sur La Deux
- France : 19 février 2018 sur Warner TV

- États-Unis : 3,44 millions de téléspectateurs[34] (première diffusion)
- Canada : 1,142 million de téléspectateurs[35] (première diffusion + différé 7 jours)

- James Carpinello (Mario Calvi)
- Leslie Hendrix (Kathryn)
- Brandon Alan Smith (Talon)
- John Doman (Carmine Falcone)
- Costa Ronin (Luka Volk)
- Julien Seredowych (Jacob Volk)
- Anthony Patellis (Roberto)
- Deborah Unger (Olga)
- Brian Charles Johnson (Todd)

Alors que le mariage de Mario Calvi et Lee Thompkins approche, ils deviennent les cibles de plusieurs attentats. Gordon se charge de retrouver les commanditaires malgré les secrets que cache Carmine Falcone, qui pourrait avoir les noms. Falcone déduit que la Cour est responsable et réussit à les faire chanter en faisant cesser leur attaque. 
Bruce et Selina découvrent pourquoi Ivy est poursuivie : le bijou qu'elle a volé renferme un secret de la Cour des Hiboux. Bruce apprend que le gang qui recherche la clé essaye de détruire la Cour des hiboux et n'est donc pas son ennemi. Peu de temps après, Talon assassine Luka Volk, le chef du gang. Son frêre, Jacob Volk, lui succède ensuite. 
Nygma met en place un piège malsain contre Butch et Tabitha pour venger Isabella, avant de découvrir qu'ils ne sont pas responsables de sa mort. Montrant des remords après avoir coupé la main de Tabitha, il leur permet d'aller à l'hôpital. 

#### Épisode 11:Jaloux à mort
- États-Unis /  Canada : 28 novembre 2016 sur FOX / CTV
- Québec : 7 novembre 2017 sur MusiquePlus
- Belgique : 6 janvier 2018 sur La Deux
- France : 26 février 2018 sur Warner TV

- États-Unis : 3,37 millions de téléspectateurs[36] (première diffusion)
- Canada : 1,409 million de téléspectateurs[37] (première diffusion + différé 7 jours)

- James Carpinello (Mario Calvi)
- John Doman (Carmine Falcone)
- Anthony Carrigan (Victor Zsasz)
- Ivana Miličević (Maria Kyle)
- Julien Seredowych (Jacob Volk)
- Alex Corrado (Gabe)

Un nouveau meurtre à Gotham semble indiquer qu'un autre infecté au sang d'Alice Tetch est en ville. Gordon, déjà émotionnellement touché par le fait que Lee doit se marier le jour même, en vient à suspecter Mario Calvi. Mario est persuadé que Lee déteste Gordon, et orchestre une série d'événements pour lui faire croire que Gordon essaie de saboter leur mariage. Le plan fonctionne, et juste avant le mariage, elle jure de ne plus jamais voir Gordon. Lors de leur lune de miel, Mario, devenu instable tente de tuer Lee, mais Gordon arrive et le tue.
Bruce Wayne décide de cambrioler le coffre contenant le trésor secret de la Cour des Hiboux et Selina accepte de l'aider. 
Barbara vient voir Nygma et finit par lui révéler les raisons de la mort d'Isabella, mais il refuse d'y croire. Après avoir vérifié ces informations, Barbara et Nygma prévoient de trahir Cobblepot et prendre sa place. 
- Dernier épisode avant la pause du temps des fêtes.
- Cet épisode marque la mort de Mario Calvi interprété par James Carpinello.

#### Épisode 12:La Colère du père
- États-Unis /  Canada : 16 janvier 2017 sur FOX / CTV
- Québec : 14 novembre 2017 sur MusiquePlus
- Belgique : 6 janvier 2018 sur La Deux
- France : 26 février 2018 sur Warner TV

- États-Unis : 3,69 millions de téléspectateurs[38] (première diffusion)
- Canada : 1,112 million de téléspectateurs[39] (première diffusion + différé 7 jours)

- Cameron Monaghan (Jerome Valeska)
- John Doman (Carmine Falcone)
- Paul Reubens (Elijah Van Dahl)
- Ivana Miličević (Maria Kyle)
- David Dastmalchian (Dwight Pollard)
- Jan Maxwell (Margaret Hearst)
- PJ Marshall (Cole Clemons)
- Dave Quay (Tarquin)
- Anthony Carrigan (Victor Zsasz)
- Brian McManamon (Basil)
- Jeannine Kaspar (Penny)
- Kaipo Schwab (Gus)

Falcone place une prime sur la tête de Gordon après avoir appris qu’il a tiré sur Mario. Cependant, après avoir vu ce que le virus a fait à Barnes, Lee se rend compte que Gordon a tiré sur Mario par nécessité et persuade Falcone d'annuler le contrat.
Déçu par des observations fantomatiques de son père, le Pingouin échappe à tout contrôle avant la plus grande entrevue télévisée de sa carrière de maire. Il insulte les citoyens de Gotham en direct et assassine son sous-chef d'état-major, ignorant que Nygma orchestre sa spirale descendante. 
Bruce et Selina gèrent le retour de la maman de cette dernière, mais Selina apprend plus tard que Maria doit de l'argent au criminel Cole Clemons.
- Cet épisode marque le retour de Cameron Monaghan dans le rôle de Jerome Valeska, ainsi que de Paul Reubens dans le rôle d'Elijah Van Dahl.

#### Épisode 13:Un si beau sourire
- États-Unis /  Canada : 23 janvier 2017 sur FOX / CTV
- Québec : 21 novembre 2017 sur MusiquePlus
- Belgique : 13 janvier 2018 sur La Deux
- France : 5 mars 2018 sur Warner TV

- États-Unis : 3,6 millions de téléspectateurs [40] (première diffusion)
- Canada : 997 000 téléspectateurs[41] (première diffusion + différé 7 jours)

- Cameron Monaghan (Jerome Valeska)
- Ivana Miličević (Maria Kyle)
- David Dastmalchian (Dwight Pollard)
- PJ Marshall (Cole Clemons)
- James Andrew O'Connor (Tommy Bones)
- James Mount (Andrew Dove)
- Alex Corrado (Gabe)
- Kaipo Schwab (Gus)

Gordon et Bullock découvrent le plan de Dwight : ressusciter Jerome grâce à la technologie de Hugo Strange et prendre la tête du culte créé autour du tueur. Lorsque la réanimation échoue, Dwight coupe le visage de Jérôme et le porte comme un masque. Le GCPD infiltre la station et arrête le culte, mais Jerome se réveille tardivement au quartier général du GCPD et enlève Dwight.
Barbara, Tabitha et Nygma entament la deuxième étape de leur plan en liguant toutes les familles mafieuses contre Cobblepot, puis le manipule en lui faisant croire que les mafieux se sont retournés contre lui et détiennent Nygma captif.
Bruce accepte de payer la dette de Maria à Cole Clemons, mais Selina devient furieuse en découvrant que Maria et Cole sont amants, et que Bruce l'ai déjà deviné, mais ne voulait pas qu'elle apprenne cette vérité douloureuse. 

#### Épisode 14:La Nuit la plus longue
- États-Unis /  Canada : 30 janvier 2017 sur FOX / CTV
- Québec : 28 novembre 2017 sur MusiquePlus
- Belgique : 13 janvier 2018 sur La Deux
- France : 5 mars 2018 sur Warner TV

- États-Unis : 3,46 millions de téléspectateurs[42] (première diffusion)
- Canada : 1,053 million de téléspectateurs[43] (première diffusion + différé 7 jours)

- Cameron Monaghan (Jerome Valeska)
- Leslie Hendrix (Kathryn)
- James Remar (Frank Gordon)
- Flora Diaz (Campos)

Le retour en force de Jerome plonge Gotham dans un chaos sans précédent, les rues sont envahies de fous furieux et la police est débordée pour contenir les émeutes commises par les partisans de Jérome et les citoyens aléatoires corrompus, ce qui inquiète la Cour des Hiboux. 
Gordon tente de rester concentré sur le seul objectif de Jerome : tuer Bruce Wayne. Jérôme poursuit son plan en kidnappant Bruce et présenter son exécution théâtrale à une fête foraine auprès de ses disciples. Le GCPD Strike Force, dirigé par Gordon et Bullock, accompagné par Alfred arrivent pour arrêter Jerome et sauver Bruce. Ce dernier s'échappe du piège de Valeska, il l'attire puis l'attaque dans une maison des miroirs et réussit à le vaincre. Jerome est plus tard défait pour de bon par Gordon et renvoyé à l'asile d'Arkham. 
En parallèle, Cobblepot prend conscience de la machination de Nygma pour sa chute. Pendant la panne, Oswald est attaqué par Nygma et est presque tué par un de ses pièges élaborés, mais Cobblepot réussit à s'échapper grâce à l'aide d'un policier. Barbara, Tabitha et Butch les enlèvent tous les deux et les interrogent au Club Sirens. Nygma, malgré le fait que Cobblepot prouve qu'il l'aime vraiment, lui tire dessus au port de Gotham. 
- La série est remplacée sur son créneau horaire par 24: Legacy en attendant son retour fin avril.
- Cet épisode marque la "première mort" du Pingouin.

### Deuxième partie:Heroes rise(«L'Ascension des héros»)

#### Épisode 15:Le Mystère Ed Nygma
- États-Unis /  Canada : 24 avril 2017 sur FOX / CTV
- Québec : 5 décembre 2017 sur MusiquePlus
- Belgique : 20 janvier 2018 sur La Deux
- France : 12 mars 2018 sur Warner TV

- États-Unis : 2,99 millions de téléspectateurs[44] (première diffusion)

- Leslie Hendrix (Kathryn)
- Paul Pilcz (Sonny Gilzean)
- H. Foley (Winston Peters)
- James Remar (Frank Gordon)
- Kevin Carolan (Professeur Dyson)

Plusieurs semaines ont passé depuis les derniers événements. Le maire Copplebot est toujours porté disparu et les dernières traces du massacre de Jerome peinent à s'effacer.
Gordon rend visite à son oncle Franck qu'il n'a pas vu depuis son enfance. Celui-ci lui apprend qu'il est membre de la Cour des Hiboux, tout comme l'était le père de Gordon, assassiné car il n'adhérait pas à leur projet. Franck demande à Jim de l'aider à renverser la Cour des Hiboux de l'intérieur, en devenant membre à son tour. 
La Cour a formé le double de Bruce comme une copie identique du jeune Wayne, toujours entraîné par Alfred et toujours en froid avec Selina. Celle-ci lui envoie un mot pour qu'ils se retrouvent et se réconcilient. Arrivé sur le lieu du rendez-vous, Bruce se dispute avec Selina puis se bat avec des garçons de rues avant de croiser son double et de comprendre que le mot n'était qu'un piège. Drogué, il se réveille dans une prison en pleine montagne pendant que son clone prend sa place auprès d'Alfred. 
Nygma est toujours obsédé par la mort d'Oswald et ne cesse de le voir apparaître à ses côtés, en tant que guide spirituel. Il se lance dans une quête pour trouver un nouveau maître qui pourrait le former comme Oswald l'a fait. 6 membres de l'élite intellectuelle de Gotham, échouant à ses énigmes, sont assassinés. Il décide de changer de tactique et de se chercher un ennemi : il le trouve en la personne de Lucius Fox qui a pris la place de Gordon pendant son congé. Fox réussit à répondre juste à une des énigmes de Nygma pour sauver la vie de Bullock et d'une promotion de cadets policiers : celui-ci intrigué le kidnappe et devient The Riddler (l'Homme Mystère). 

#### Épisode 16:Passés empoisonnés
- États-Unis /  Canada : 1er mai 2017 sur FOX / CTV
- Québec : 12 décembre 2017 sur MusiquePlus
- Belgique : 20 janvier 2018 sur La Deux
- France : 12 mars 2018 sur Warner TV

- États-Unis : 3,02 millions de téléspectateurs[46] (première diffusion)

- James Remar (Frank Gordon)
- Leslie Hendrix (Kathryn)
- John Doman (Carmine Falcone)
- Raymond J. Barry (The Shaman)
- Alex Corrado (Gabe)
- Brette Taylor (Martha Wayne)
- Zoran Korach (Armand)

La Cour des Hiboux se réunit pour voter à propos du "nettoyage" de Gotham avec une arme secrète qui est censée arriver prochainement. Inquiet, Frank vote à contrecœur mais prévient Jim. De son côté, ce dernier revient au commissariat. Nygma a disparu et personne ne semble avoir remarqué l'enlèvement de Fox. Il enquête sur la mort de son père qui, selon son oncle, est un meurtre commandité par la Cour des Hiboux. Bullock et lui découvrent que le rapport de l'accident a été falsifié : le conducteur souffrait d'une lésion au foie qui l'empêchait de boire de l'alcool, il n'était donc pas ivre au volant.
En retrouvant son oncle au cimetière sur la tombe de son père, il croise Lee qui ne comprend pas comment il arrive à tourner la page sans ressentir de culpabilité. Bullock l'appelle : Carmine Falcone, le beau-père de Lee, a payé l'avocat du meurtrier de son père. Jim confronte Falcone, toujours haineux envers lui à cause de la mort de son fils, qui lui avoue avoir un arrangement avec la Cour des Hiboux sans en être membre. Cependant, il lui apprend que c'est son oncle Frank qui a commandité le meurtre. Jim menace son oncle d'une arme mais celui-ci lui dit où trouver l'arme de la Cour : sur les docks, sur un quai fantôme. 
Jim envoie Barbara et Tabitha avec leurs hommes de main à sa place pour ne pas éveiller les soupçons de la Cour. Alors qu'elles interrogent un docker, un second Talon massacre tous leurs hommes de main et décapite le docker, elles s'enfuient et donnent quelques infos à Jim : l'arme est déjà arrivée et la caisse porte une étiquette d'Indian Hill, ce qui inquiète Bullock.
Frank se retrouve face à la Cour car Jim se renseigne sur le meurtre de son père. Elle le charge de tuer son neveu. Frank convoque Jim mais se suicide sous ses yeux pour qu'il puisse intégrer la Cour et finir ce que son père voulait faire : détruire la Cour des Hiboux. Jim prétend donc à Kathryn, la chef de la Cour, qu'il a tué son oncle pour venger la mort de son père et qu'il est prêt à la rencontrer. 
De son côté, Oswald est soigné par Ivy mais en a assez. Il veut rentrer à Gotham se venger de ses ennemis alors qu'elle lui parle de plantes. Il appelle son ancien homme de main, Gabe, et congédie brutalement Ivy qui se méfie de Gabe. Celui-ci est en effet un traître et assomme le Pingouin puis décide de le vendre aux enchères. Les vendeurs de Gabe arrivent et surprennent Ivy qui rôde autour de la maison. Elle et le Pingouin sont ligotés mais grâce à son parfum enchanteur, elle réussit à envoûter un des vendeurs qui les détache et tue tous ses camarades sauf Gabe, puis est abattu par Oswald. Celui-ci confronte Gabe qui jure d'être loyal mais confesse sous l'emprise du parfum d'Ivy qu'il a toujours servi Oswald par peur et non par fidélité car il le considère comme un monstre. Ivre de rage, Oswald s'emporte et tue Gabe avant de l'enterrer dans la serre d'Ivy avec les autres. Ivy et Oswald décident de s'associer pour créer une armée de monstres avec les spécimens d'Indian Hill.
- Cet épisode marque la première apparition du Chaman interprété par Raymond J. Barry.

#### Épisode 17:Le Plus Grand des Défis
- États-Unis /  Canada : 8 mai 2017 sur FOX / CTV
- Québec : 9 janvier 2018 sur MusiquePlus
- Belgique : 27 janvier 2018 sur La Deux
- France : 19 mars 2018 sur Warner TV

- États-Unis : 3,03 millions de téléspectateurs[47] (première diffusion)

- Richard Kind (le maire Aubrey James)
- Leslie Hendrix (Kathryn)
- Camila Perez (Bridgit Pike / Firefly)
- Nathan Darrow (Victor Fries / Mister Freeze)
- Flora Diaz (Campos)

Nygma commence son nouveau plan pour démasquer la Cour des Hiboux, la seule énigme qui lui résiste encore. Il kidnappe le maire Aubrey James et s'en sert d'otage, le menacant de mettre fin à sa vie au cas où il ne découvre pas l'identité de la Cour. Gordon doit intervenir, non seulement pour arrêter l’Homme-Mystère mais également pour protéger le secret de l’existence de la Cour. Il organise une réunion seule avec Nygma au GCPD et réussit à lui faire rencontrer Kathryn. En protégeant la Cour, il en devient officiellement membre.
Cobblepot et Ivy commencent à recruter les monstres d'Indian Hill, tel que Victor Fries et Bridgit Pike, pour reprendre la main sur la ville de Gotham City.
- Changement d'actrice pour le personnage de Bridgit Pike : Camila Perez remplace Michelle Veintimilla, incarnant le personnage dans la saison 2.

#### Épisode 18:Dernière valse
- États-Unis /  Canada : 15 mai 2017 sur FOX / CTV
- Québec : 16 janvier 2018 sur MusiquePlus
- Belgique : 27 janvier 2018 sur La Deux
- France : 19 mars 2018 sur Warner TV

- États-Unis : 2,98 millions de téléspectateurs[48] (première diffusion)

- Leslie Hendrix (Kathryn)
- Camila Perez (Bridgit Pike / Firefly)
- Raymond J. Barry (The Shaman)
- B.D. Wong (Hugo Strange)

Ivy retrouve Selina dans le coma et utilise ses plantes pour guérir ses blessures. Elle finit par se rétablir et se diriger vers le Manoir Wayne, dans l'intention de tuer le double de Bruce.
Lee affirme que la mort de Frank est un homicide et tente d'interroger Gordon mais elle suspecte Bullock et Lucius Fox d'aider Gordon avant de démissionner du GCPD.
Maintenant introduit dans la Cour des Hiboux, Gordon a accès aux plans de Kathryn et découvre qu'avec l'aide de Hugo Strange, elle compte utiliser le virus du sang d'Alice Tetch comme une arme. La Cour décide de faire un essai de son arme bactériologique sur une réunion d'aristocrates fortunés : avec l'aide d'Oswald, Jim sauve l'élite fortunée de Gotham mais le Pingouin est arrêté et placé dans une cellule voisine de celle de Nygma. 

#### Épisode 19:Association de malfaiteurs
- États-Unis /  Canada : 22 mai 2017 sur FOX / CTV
- Québec : 23 janvier 2018 sur MusiquePlus
- Belgique : 3 février 2018 sur La Deux[49]
- France : 26 mars 2018 sur Warner TV

- États-Unis : 2,92 millions de téléspectateurs[50] (première diffusion)
- Canada : 855 000 téléspectateurs[51] (première diffusion + différé 7 jours)

- Leslie Hendrix (Kathryn)
- James Carpinello (Mario Calvi)
- J. W. Cortes (Détective Alvarez)
- Raymond J. Barry (le Shaman)
- Flora Diaz (Campos)

Selina se rend au manoir Wayne. Elle affronte le clone de Bruce, rejointe par Alfred qui comprend la duplicité, mais celui-ci les assomme et s'enfuit. Selina refuse d'aider Alfred, toujours rancunière envers Bruce ; Alfred la chasse définitivement.
Pendant ce temps, le Shaman parvient à purger Bruce de la douleur qu'il ressentait de la mort de ses parents et le met sous son contrôle, lui expliquant que sa mission est de détruire la Cour.
Alfred décide de prévenir Jim et Bullock pour qu'ils l'aident et ensemble, ils partagent leurs infos sur la Cour au GCPD. Par ailleurs, ces derniers découvrent une planque de la Cour dans une des propriétés de Kathryn. Là, il trouve un autre hibou de cristal (comme celui trouvé par Bruce, Alfred et Selina). En l'éclairant, ils s'aperçoivent que la statuette cache une carte de Gotham avec différents points, supposément des planques de la Cour. Barnes surgit, assomme Bullock et kidnappe Gordon. Celui-ci se réveille face à Kathryn et Barnes qui le jugent coupable de trahison : au moment où Barnes allait le décapiter, Jim détourne son attention avec une grenade et le GCPD mené par Bullock le libère mais Barnes s'échappe.
Alfred rapporte les morceaux du hibou, cassé lors de l'attaque de Jerome Valeska au manoir, au GCPD au moment où Kathryn est arrêtée et mise en détention. Interrogée par Jim, elle refuse de parler mais Alfred la torture pour lui extorquer des infos. C'est à ce moment-là que Barnes prend en otage le commissariat : Jim, Bullock et Alfred l'affrontent mais il est imbattable. Incompris par Kathryn, il la décapite. Jim en profite pour le blesser et l'assommer. Lors de son transfert à Arkham, il s'échappe pendant que Jim et Harvey se préparent à attaquer les différentes planques de la Cour, le hibou d'Alfred ayant été reconstitué entre-temps. 
Lee fait des cauchemars à propos de Mario : elle va interroger Jervis Tetch à Arkham qui, à force de plaisanteries et poèmes, lui fait comprendre qu'elle est la seule responsable de la mort de Mario, qui a été infectée car elle aime Jim sans se l'avouer. Elle décide de voler un échantillon de sang d'Alice Tetch au GCPD, juste après l'attaque de Barnes, et de se l'injecter après avoir encore reproché sa lâcheté à Jim. 
- Cet épisode réalise son second pire score historique.
- Cet épisode marque la mort de Kathryn Monroe.
- Cet épisode marque également l'apparition finale de Nathaniel Barnes interprété par Michael Chiklis.
- Cet épisode marque aussi l'apparition finale du Double de Bruce Wayne interprété par David Mazouz. N'étant plus revu, il est présumé mort comme il était condamné à mourir prématurément du fait d'avoir été "mal fabriqué" par Hugo Strange.

#### Épisode 20:Six pieds sous terre
- États-Unis /  Canada : 29 mai 2017 sur FOX / CTV
- Québec : 30 janvier 2018 sur MusiquePlus
- Belgique : 3 février 2018 sur La Deux[52]
- France : 26 mars 2018 sur Warner TV

- États-Unis : 3,03 millions de téléspectateurs[53] (première diffusion)
- Canada : 960 000 téléspectateurs[54] (première diffusion + différé 7 jours)

- Jada Pinkett Smith (Fish Mooney)
- Raymond J. Barry (Le Shaman)
- B. D. Wong (Hugo Strange)
- Flora Diaz (Campos)

Après avoir pris le virus, Lee enterre Jim vivant dans un cercueil avec comme seul moyen de s'échapper, un échantillon du virus Tetch. Elle se dirige ensuite au GCPD pour les taquiner avec une radio CB et finit par être enfermée dans une cellule. Jim finit par manquer d'oxygène et n'a d'autre choix que d'injecter le virus dans son corps afin de se libérer et d'essayer de sauver la ville du virus d'Alice Tetch. 
Le Shaman, qui a exécuté la Cour des Hiboux restante, prépare Bruce à faire exploser la bombe depuis le siège de Wayne Enterprises. Alfred interroge Hugo Strange et apprend l'emplacement de Bruce et dit à Harvey qu'il pense que la bombe est à la gare voisine. Alfred arrive ensuite à Wayne Enterprises et tue le Shaman qui, dans ses derniers mots, redirige Bruce vers "La Tête de Démon". Cependant, la bombe, qui a été déclenchée lorsque le Shaman a saisi la main de Bruce, libère le virus à travers la ville. 
- Cet épisode marque la fin de la Cour des Hiboux.
- Cet épisode marque également la mort du Chaman et l'apparition finale des Talons.

#### Épisode 21:L'Appel du destin
- États-Unis /  Canada : 5 juin 2017 sur FOX / CTV
- Québec : 6 février 2018 sur MusiquePlus
- Belgique : 10 février 2018 sur La Deux[55]
- France : 2 avril 2018 sur Warner TV

- États-Unis : 3,17 millions de téléspectateurs[56] (première diffusion)
- Canada : 904 000 téléspectateurs[57] (première diffusion + différé 7 jours)

- Jada Pinkett Smith (Fish Mooney)
- Alexander Siddig (Ra's al Ghul)
- Camila Perez (Bridgit Pike / Firefly)
- Nathan Darrow (Victor Fries / Mr. Freeze)
- B.D. Wong (Dr Hugo Strange)
- J. W. Cortes (Détective Alvarez)

La libération du virus Tetch a provoqué le chaos dans les rues de Gotham. Fish Mooney, Barbara et Nygma comptent profiter de l'anarchie pour mener leurs plans à bien. Gordon lutte pour garder le contrôle de lui-même suffisamment longtemps pour sauver la ville et Lee.
Fish kidnappe Strange et parvient à trouver l'antidote au virus, mais elle est assassinée par Gordon, toujours infecté, et l'antidote est détruit. Cobblepot est arrêté par le GCPD après avoir été attaqué par les ninjas de La Ligue des Ombres. Cependant, Gordon propose à Cobblepot de le laisser partir et de l'échanger contre Jervis Tetch. Pendant ce temps, Barbara kidnappe Tetch afin d'obtenir son aide pour inverser les effets du virus. 
- Première apparition de Ra's al Ghul, chef de la Ligue des Ombres. Ce personnage a été créé par Neal Adams et Dennis O'Neil en juin 1971.
- Cet épisode marque la seconde mort et définitive de Fish Mooney interprétée par Jada Pinkett Smith.

#### Épisode 22:Le Chevalier des ténèbres
- États-Unis /  Canada : 5 juin 2017 sur FOX / CTV
- Belgique : 10 février 2018 sur La Deux[58]
- Québec : 13 février 2018 sur MusiquePlus
- France : 2 avril 2018 sur Warner TV

- États-Unis : 3,03 millions de téléspectateurs[56] (première diffusion)
- Canada : 904 000 téléspectateurs[57] (première diffusion + différé 7 jours)

- Nathan Darrow (Victor Fries / Mister Freeze)
- Alexander Siddig (Ra's al Ghul)

Après avoir tué Alfred, Bruce se libère de son conditionnement et le fait revivre avec de l'eau du Puits de Lazare, tandis que Ra's al Ghul s'échappe. 
Barbara, Butch et Tabitha suivent Nygma après avoir enlevé Tetch pour l'échanger avec Gordon, qui commence à ressentir les effets du virus, et ne parvient plus à résister aux pulsions nourries par le virus Tetch. 
Le chaos continue de ravager Gotham alors que Nygma et Cobblepot mettent un terme à leur duel. A l'aide de Freeze, Cobblepot congèle Nygma et le conserve comme un trophée. 
L'ambition de Barbara retourne Butch et Tabitha contre elle. Barbara tire Butch dans la tête avant d'être électrocutée par Tabitha. Dans le coma, Butch est envoyé à l'hôpital, son nom de naissance étant révélé comme Cyrus Gold. Cobblepot propose également d'ouvrir une nouvelle night-club appelée "The Iceberg Lounge". Tabitha devient mentor de Selina et lui apprend comment utiliser un fouet.
- Diffusion à 21 h, finale de la saison.
- Cet épisode marque la "première mort" d'Edward Nygma.
- Cet épisode marque également la mort de Butch Gilzean et de Barbara Kean.